# Hymenopellis
Гіменопелліс (Hymenopellis) — рід грибів родини Physalacriaceae. Назва вперше опублікована 2010 року.
В Україні зустрічається Гіменопелліс кореневий (Hymenopellis radicata).

## Галерея

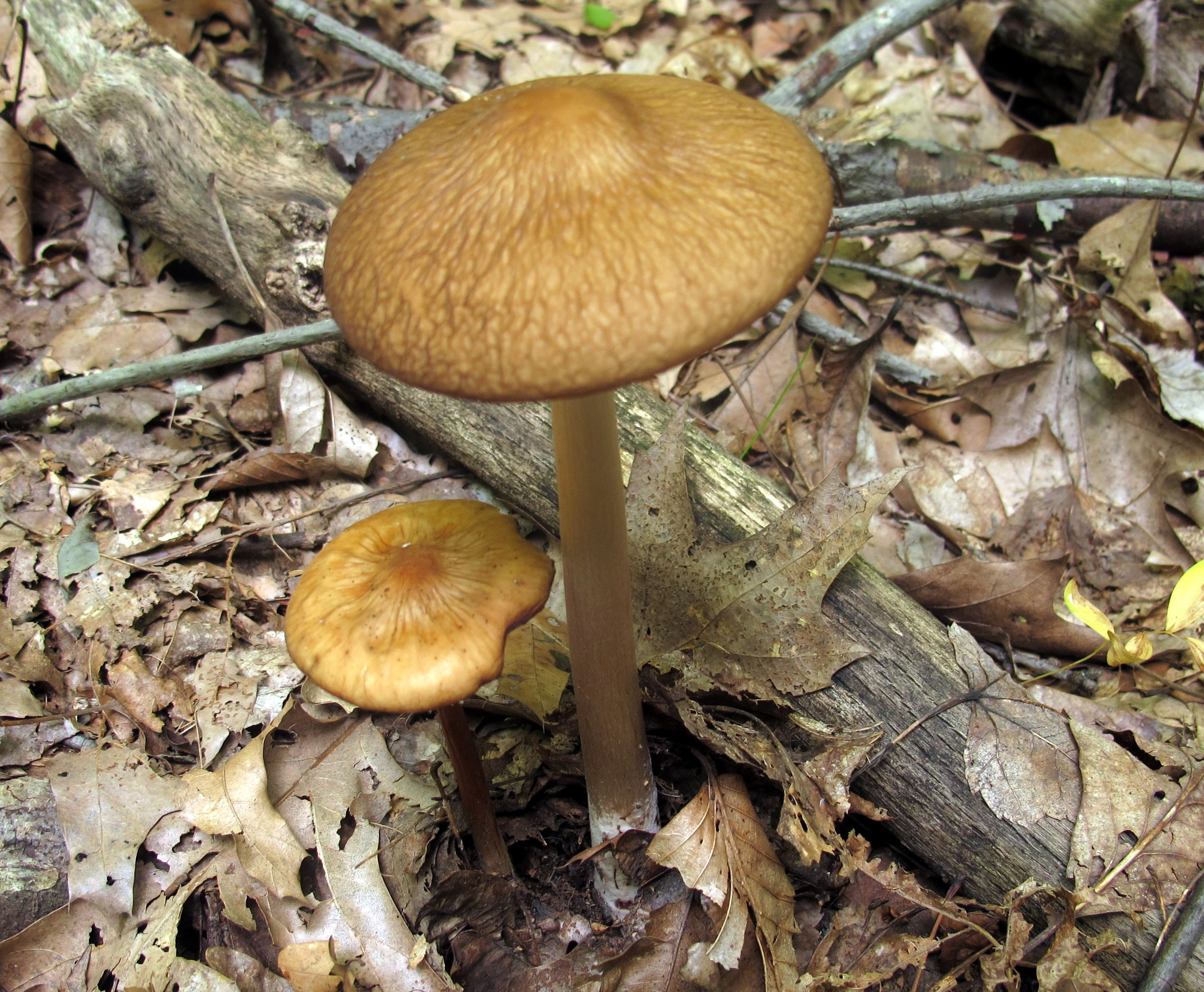
Hymenopellis furfuracea
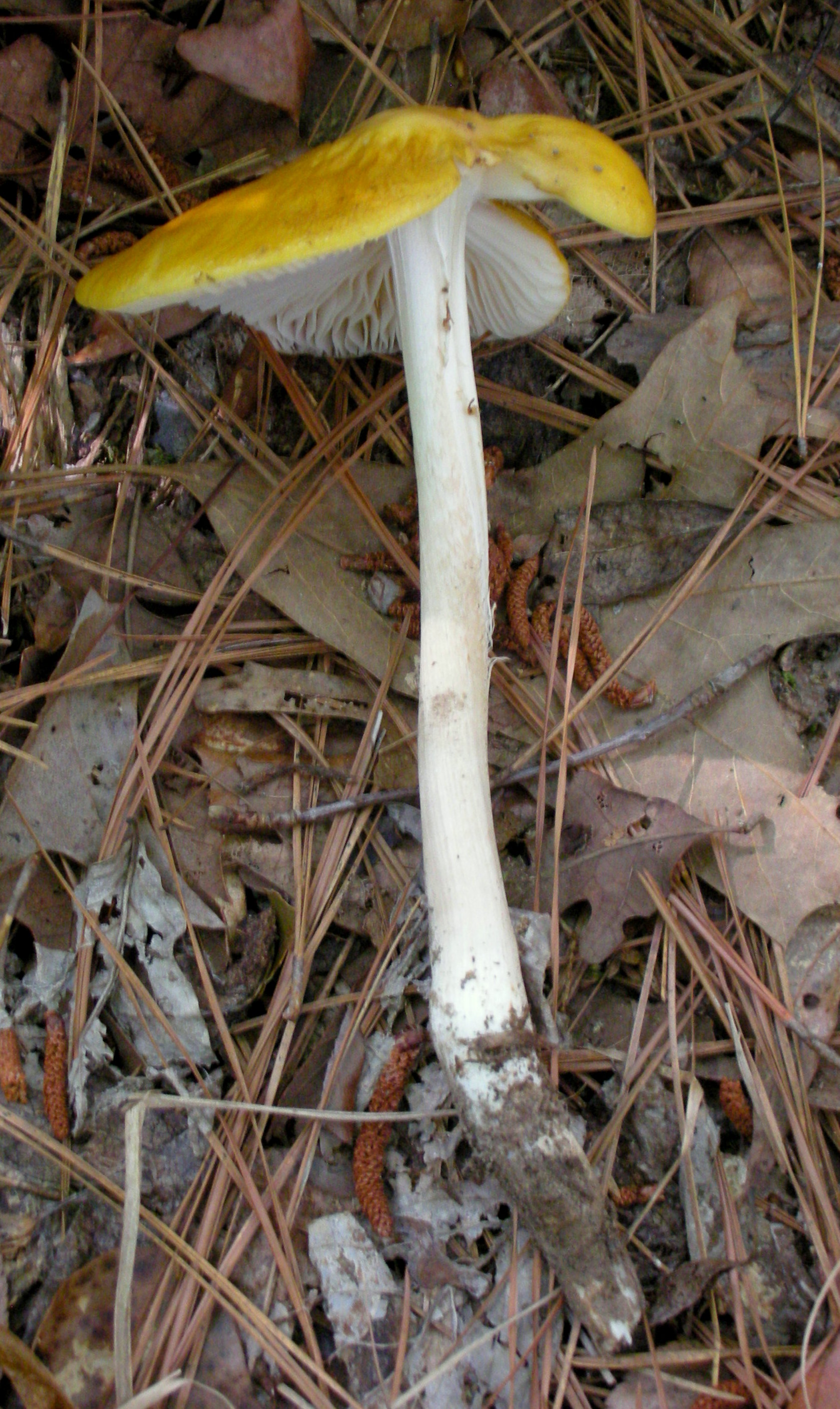
Hymenopellis incognita
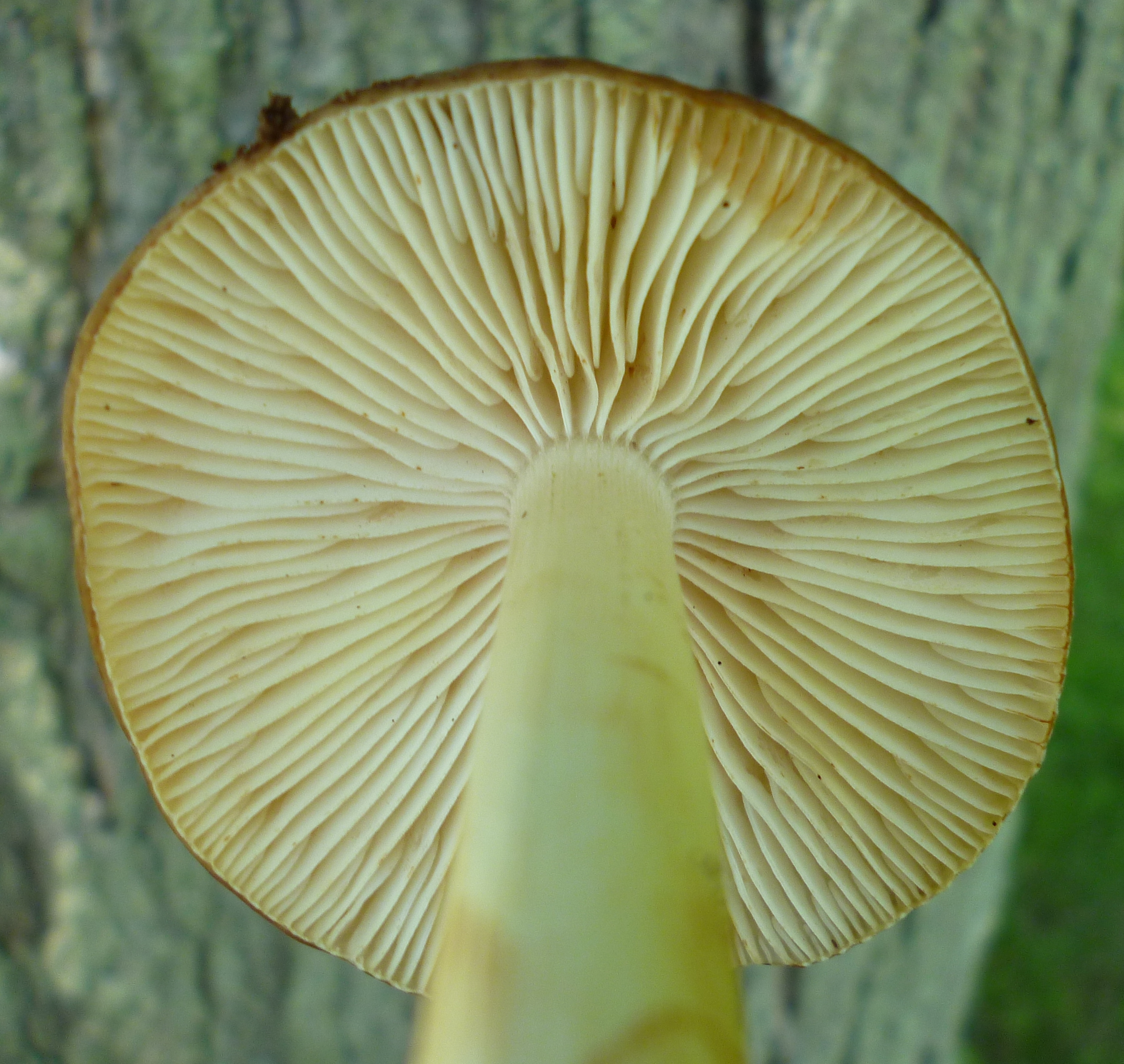
Hymenopellis rubrobrunnescens